# Maurice Sys
Maurice Sys, né le 27 octobre 1880 à Gand, et mort dans la même ville le 16 mai 1972, est un peintre, dessinateur et aquarelliste belge.
Son champ pictural couvre essentiellement les paysages, les marines, les scènes d'intérieur, les portraits, les nus et les natures mortes. Il appartient au second groupe de l'École de Laethem-Saint-Martin, colonie d'artistes belges.
Ses œuvres sont conservées dans plusieurs institutions muséales belges, de même qu'en France et aux Pays-Bas.

## Biographie

### Famille
Maurice (Desiderius Mauritius) Sys, né le 27 octobre 1880 rue des Capucins à Gand, est le fils de Balthazar Josse Sys (né en 1856), cordonnier, et de Marie Meillander (née en 1855). Maurice Sys épouse à Bruxelles le 10 juin 1907 Hélène Marie Hamelinck (née à Oostakker le 2 février 1881), demoiselle de magasin. Parmi leurs témoins, figurent les artistes peintres Gustave de Smet et Jules De Witte,.

### Formation
Maurice Sys étudie à l'Académie royale des beaux-arts de Gand, où il côtoie notamment Gustave de Smet et Alphonse Dessenis. Il poursuit ensuite ses études, durant quatre ans, à l'Institut supérieur des Beaux-Arts d'Anvers. Parmi ses condisciples à Anvers, figurent Joe English, Ernest Welvaert et Isidore Opsomer.

### Carrière
Dans un premier temps, Maurice Sys réalise des portraits académiques, des paysages et des vues de ville. De 1907 à 1923, il séjourne de manière régulière à Laethem-Saint-Martin, où il est domicilié. Il est considéré, à l'instar de Théo Van Rysselberghe, comme membre du second groupe de l'École de Laethem-Saint-Martin.
Lors de l'Exposition universelle de Liège de 1905, son tableau La Maison du passeur, est acquis par le gouvernement français. Lors la Première Guerre mondiale, Maurice Sys se réfugie aux Pays-Bas, et revient s'établir à Gand en 1923.
Maurice Sys meurt à l'âge de 91 ans le 16 mai 1972 à Gand.

## Œuvre

### Caractéristiques
Le champ pictural de Maurice Sys couvre essentiellement les paysages, parfois étoffés de représentations animalières, les marines, les scènes d'intérieur, les portraits, les nus et les natures mortes. Son tropisme est marqué par les vues de rivières, les bords de la Lys, le pittoresque des petites villes de Hollande, les ports, et l'univers les pêcheurs. À bord de son bateau aménagé en atelier, il navigue sur les rivières flamandes, jusqu'aux Pays-Bas et en France, l'incitant à peindre de nombreuses vues marines. Il dessine de manière élégante et peint également des aquarelles.
L'ensemble de son œuvre se caractérise par une conception impressionniste, liée au rendu réaliste de la forme et de la couleur. Jusqu'en 1920 environ, il maintient une facture à larges touches. Ensuite l'impressionnisme ne se manifeste plus aussi clairement, mais sous-tend la lumière, l'atmosphère et les couleurs vives de ses œuvres.

### Réception critique
En décembre 1911, l'écrivain et critique Sander Pierron écrit : 

« Maurice Suys est un des plus puissants, des plus originaux de ce groupe de jeunes qu'on a accoutumé d'appeler l'École de Laethem-Saint-Martin. Voici un artiste authentique qui sait, tout en rendant son pays selon sa vérité, selon son pittoresque positif, évoquer avec infiniment de délicatesse l'âme des choses. Ce n'est cependant pas un rêveur, ses sites ont une matérialité vigoureuse ; mais c'est un sensible, et tout en copiant les coins choisis de rivière, il se laisse pénétrer par toute la douce joie qui émane de tant d'aspects enchanteurs de la patrie. Il vit au bord de la Lys […]. Ce peintre a le respect fervent de la vérité, et, son émotion aidant, il atteint à un réalisme tempéré par un sens incontestable de la poésie du paysage. [―] D'ailleurs, tous les paysages de Maurice Sys sont, sans exception, solidement bâtis. Ce peintre sait dessiner comme il sait voir. Il tombe parfois dans un tachisme un peu papillotant, un peu rigoureux, qui atteint son maximum dans son Automne, d'ailleurs magnifique et d'un panthéisme luxuriant avec la réverbération de ses arbres dans la splendeur azurée qui coule et qui murmure. »

### Expositions
- Salon de Gand de 1902 : Portrait d'un jeune homme.
- Salon de Bruxelles de 1903 : Sur l'Escaut, Portrait de l'avocat Verbessem et Pieuse tradition[7].
- Exposition universelle de Liège de 1905 : La Maison du passeur, acquise par le gouvernement français[4].
- Salon de Bruxelles de 1907 : Midi et Grand-place de Bruxelles, hiver[8].
- Seconde exposition de Doe Stil Voort en août 1908 : Vent sur la Lys et Meules de foin[9].
- Salon de Gand de 1909 : Printemps, Pêcheur[6].
- Salon de Bruxelles de 1910 : Pêcheur.
- Exposition personnelle à la salle Studio à Bruxelles en 1911 : Au mois de juin, Première lueur d'un matin d'hiver, Matin d'octobre, Fleurs sauvages, Au mois de mars, Temps gris en hiver, Dahlias, Impression d'hiver, Journée brumeuse en hiver, Soleil de juillet, Au bord de l'eau, Automne, Pêcheur, Les Pignons ensoleillés, Impression, Rutilance d'un soir d'été et Soir dans le Brackman[6].
- Salon de Liège de 1912 : Coin paisible et Hiver radieux[10].
- 41e Salon de l'Œuvre des artistes à Liège en 1912 : L'Élagueur, Matin d'octobre, Pêcheur sur la Lys, Au mois de mars, Au mois de juin, Brouillard, Soir à Volendam,…[11].
- Exposition (53e) de la Société royale belge des aquarellistes en 1912 : L'Humble jardin, La Vieille ville, Botters fuyant la tempête, L'Estacade, Le Vieux mercier de Volendam et Fille de pêcheur[12].
- Salon d'Anvers de 1913 : Ferme flamande[13].
- 15e Salon de la Société Nationale des Aquarellistes et Pastellistes de Belgique à Bruxelles en 1914 : Le Yacht, Les Canards et Le Vieil hôtel[5].
- Salon de Bruxelles de 1914 : Paysage à Laethem sur la Lys, Pêcheurs sur la Lys et Petit port zélandais le soir[14].
- Salon de mai à Liège en 1925.
- Expositions dans les galeries à Bruxelles : Galerie du Studio (1926), Eddy Art Studio (1928), Galerie Artes (30 marines en 1932),
- Exposition de la Société belge des peintres de la mer à Bruxelles en 1933[15].
- Cercle artistique de Gand : 1936 et 1937.
- Expositions aux galeries A. Vincke-Van Eyck à Gand : 1940 et 1947.

### Collections muséales
Des œuvres de Maurice Sys sont conservées dans les lieux suivants :
- Vleeshuis à Anvers.
- Collections de l'état à Bruxelles ;
- Musée de Deinze et du Pays de la Lys ;
- Musée des Beaux-Arts de Gand : Bateaux entrant au port et Ruelle à Nieuport ;
- Musée des Beaux-Arts de Liège : Chalands sur la Lys ;
- Palais des Beaux-Arts de Lille.